# 细叶金丝桃
细叶金丝桃（学名：Hypericum gramineum）为藤黄科金丝桃属下的一个种。

## 扩展阅读
- 維基物種上的相關：细叶金丝桃